# Louis Domingue
Louis Boileau-Domingue (* 6. března, 1992, Mont-Saint-Hilaire, Québec, Kanada) je kanadský hokejový brankář hrající v týmu New York Rangers v severoamerické lize NHL respektive v jeho farmě v AHL Hartford Wolf Pack.

## Kariéra
Domingue byl v roce 2008 vybrán týmem Moncton Wildcats jako celkově 13. ve vstupním draftu Kanadské juniorské soutěže QMJHL. Zde chytal za Wildcats a později za klub Quebec Remparts. V sezóně 2009/2010 byl zvolen pro každoroční utkání talentů způsobilých pro nadcházející NHL draft Top Prospects Game pod záštitou CHL.
Téhož roku byl vybrán týmem Phoenix Coyotes v pátém kole jako celkově 138. volba vstupního draftu NHL a 1. června 2011 podepsal s Coyotes tříletou vstupní smlouvu.
V sezóně 2011/2012 Louis Domingue pokračoval v sestavě Remparts, kde zaznamenal nejlepší úspěšnost zákroků (91,4 %) z celé QMJHL. Na profesionální úrovni se poprvé představil v ročníku 2012/2013, kdy nastupoval za Gwinnett Gladiators (ECHL) a Portland Pirates (AHL).
Domingue byl v sezóně 2014/2015, po výměně záložního brankáře Devana Dubnyka, povolán Arizonou Coyotes do NHL, aby kryl záda Mikeu Smithovi. V brance debutoval 31. ledna 2015 v průběhu třetí třetiny utkání proti týmu Ottawa Senators, za nepříznivého stavu 5:1. Dostal dvě branky a připsal si 8 zákroků. V dalším kole zaznamenal premiérový start a zároveň vítězství proti Montréalu Canadiens.
Na podzim 2017 byl s Tampa Bay Lightning vyměněn za gólmana Michaela Leightona a útočníka Tye McGinna. V září 2019 byl poslán na farmu do Syracuse Crunch a v listopadu byl vyměněn do New Jersey Devils. Za Devils odchytal 16 utkání než byl v únoru 2020 znovu vyměněn. Za nový celek Vancouver Canucks ale nastoupil ve zkrácené sezóně pouze v jednom zápase. V říjnu 2020 podepsal jako volný agent novou jednoletou smlouvu s Calgary Flames. V organizaci Flames působil jako náhradník trénující a cestující s týmem v tzv. taxi squad, připravený zaskočit v případě jejich pozitivního testu na covid-19 za jednoho z nastupujících brankářů. Za sezónu proto odehrál pouze 4 zápasy, z toho 3 v AHL za Stockton Heat.
V září 2021 podepsal jednoletou smlouvu s Pittsburgh Penguins a zamířil na farmu do Wilkes-Barre. V základní části odchytal 22 zápasů za farmu a 2 zápasy za Penguins, za které nastoupil v prvním kole play-off proti New York Rangers. S Rangers po sezóně 2021/2022 jako volný hráč podepsal dvouletý kontrakt. Po celé sezóně 2022/2023 s Hartfordem v AHL nastoupil k jednomu utkání za Rangers v listopadu 2023 a v březnu 2024 s ním klub prodloužil o rok smlouvu. Po sezóně 2023/2024 v AHL, během které v jednom z 28 odehraných utkání vstřelil branku, byl povolán do NHL jako třetí brankář pro play-off, do žádného utkání ale nenastoupil. S výjimkou jednoho utkání v dresu Rangers odehrál sezónu 2024/2025 opět za Hartford.

## Statistiky

### Statistiky v základní části
| 2008/09    | Moncton Wildcats               | QMJHL      | 12  | 2,51 | 92,4 | 5   | 5   | 26  | 317  | 0  | 621    |
| 2009/10    | Moncton Wildcats               | QMJHL      | 22  | 2,81 | 90,2 | 11  | 9   | 56  | 516  | 1  | 1196   |
| 2009/10    | Quebec Remparts                | QMJHL      | 19  | 2,54 | 91,0 | 9   | 8   | 43  | 433  | 2  | 1017   |
| 2010/11    | Quebec Remparts                | QMJHL      | 57  | 2,65 | 89,8 | 37  | 12  | 134 | 1177 | 2  | 3032   |
| 2011/12    | Quebec Remparts                | QMJHL      | 39  | 2,61 | 91,4 | 23  | 8   | 94  | 1003 | 4  | 2162   |
| 2012/13    | Portland Pirates               | AHL        | 2   | 2,40 | 93,1 | 1   | 0   | 4   | 54   | 0  | 100    |
| 2013/14    | Portland Pirates               | AHL        | 36  | 3,63 | 89,0 | 9   | 18  | 108 | 877  | 1  | 1783   |
| 2014/15    | Portland Pirates               | AHL        | 20  | 2,68 | 90,8 | 11  | 6   | 50  | 493  | 0  | 1121   |
| 2014/15    | Arizona Coyotes                | NHL        | 7   | 2,73 | 91,1 | 1   | 3   | 14  | 144  | 0  | 308    |
| 2015/16    | Springfield Falcons            | AHL        | 13  | 2,55 | 91,9 | 6   | 6   | 33  | 373  | 1  | 778    |
| 2015/16    | Arizona Coyotes                | NHL        | 39  | 2,75 | 91,2 | 15  | 23  | 101 | 1041 | 2  | 2206   |
| 2016/17    | Arizona Coyotes                | NHL        | 31  | 3,08 | 90,8 | 11  | 16  | 82  | 806  | 0  | 1598   |
| 2017/18    | Arizona Coyotes                | NHL        | 7   | 4,33 | 85,6 | 0   | 6   | 28  | 166  | 0  | 387    |
| 2017/18    | Tampa Bay Lightning            | NHL        | 12  | 2,89 | 91,4 | 7   | 4   | 33  | 351  | 0  | 686    |
| 2017/18    | Syracuse Crunch                | AHL        | 18  | 2,51 | 91,9 | 13  | 5   | 39  | 441  | 2  | 1077   |
| 2018/19    | Tampa Bay Lightning            | NHL        | 26  | 2,88 | 90,8 | 21  | 5   | 75  | 737  | 0  | 1560   |
| 2019/20    | New Jersey Devils              | NHL        | 16  | 3,79 | 88,2 | 3   | 10  | 47  | 352  | 0  | 743    |
| 2019/20    | Vancouver Canucks              | NHL        | 1   | 4,08 | 88,2 | 0   | 1   | 4   | 30   | 0  | 58     |
| 2019/20    | Syracuse Crunch                | AHL        | 4   | 3,81 | 86,3 | 2   | 2   | 13  | 82   | 0  | 205    |
| 2019/20    | Binghamton Devils              | AHL        | 7   | 2,45 | 91,2 | 4   | 3   | 17  | 176  | 1  | 418    |
| 2020/21    | Calgary Flames                 | NHL        | 1   | 3,12 | 87   | 0   | 1   | 3   | 23   | 0  | 58     |
| 2020/21    | Stockton Heat                  | AHL        | 3   | 4,04 | 85,9 | 0   | 3   | 12  | 73   | 0  | 179    |
| 2021/22    | Pittsburgh Penguins            | NHL        | 2   | 2,02 | 95,2 | 1   | 1   | 4   | 79   | 0  | 118    |
| 2021/22    | Wilkes-Barre/Scranton Penguins | AHL        | 22  | 2,41 | 92,4 | 10  | 13  | 52  | 635  | 0  | 1293   |
| 2022/23    | Hartford Wolf Pack             | AHL        | 45  | 2,51 | 91,1 | 22  | 20  | 108 | 1107 | 4  | 2584   |
| 2023/24    | New York Rangers               | NHL        | 1   | 1,00 | 96,2 | 1   | 0   | 1   | 25   | 0  | 60     |
| 2023/24    | Hartford Wolf Pack             | AHL        | 28  | 2,66 | 90,9 | 16  | 12  | 74  | 738  | 1  | 1668   |
| 2024/25    | New York Rangers               | NHL        | 1   | 2,00 | 92,6 | 1   | 0   | 2   | 25   | 0  | 60     |
| 2024/25    | Hartford Wolf Pack             | AHL        | 28  | 3,32 | 89,6 | 7   | 21  | 91  | 781  | 0  | 1644   |
| NHL celkem | NHL celkem                     | NHL celkem | 144 | 3,01 | 90,6 | 61  | 70  | 394 | 3779 | 2  | 7 842  |
| AHL celkem | AHL celkem                     | AHL celkem | 226 | 2,81 | 90,7 | 101 | 109 | 601 | 5830 | 10 | 12 850 |

### Statistiky v play-off
| 2009/10 | Quebec Remparts     | QMJHL | 9  | 4,35 | 86,3 | 3  | 5 | 33 | 0 | 455 |
| 2010/11 | Quebec Remparts     | QMJHL | 18 | 2,47 | 91,3 | 11 | 5 | 41 | 1 | 996 |
| 2011/12 | Quebec Remparts     | QMJHL | 11 | 2,65 | 89,7 | 7  | 3 | 30 | 0 | 679 |
| 2014/15 | Portland Pirates    | AHL   | 5  | 2,37 | 92,5 | 2  | 2 | 10 | 1 | 253 |
| 2017/18 | Tampa Bay Lightning | NHL   | 1  | 0    | 100  | 1  | 0 | 0  | 1 | 19  |
| 2021/22 | Pittsburgh Penguins | NHL   | 6  | 3,65 | 90,2 | 3  | 3 | 19 | 0 | 330 |
| 2022/23 | Hartford Wolf Pack  | AHL   | 1  | 3,27 | 81,3 | 0  | 1 | 3  | 0 | 56  |